# El lago Greenwood (Jasper Francis Cropsey)
El lago Greenwood, cuyo título en inglés es Greenwood Lake, es el tema de varias obras de Jasper Francis Cropsey, un importante pintor paisajista estadounidense, miembro de la llamada Escuela del río Hudson. Jasper F. Cropsey fue considerado, tanto por el público como por la crítica de su época, como el mejor pintor de los otoños en Estados Unidos.

## Introducción
Greenwood Lake es un lago de 12 kilómetros de largo en la frontera entre los estados de Nueva York y de Nueva Jersey. Cropsey lo visitó por primera vez en 1843, cuando era un joven arquitecto, realizando una serie de bocetos que utilizó para pintar este lago, cerca del condado de Orange (Nueva York). Cropsey expuso una obra titulada Greenwood Lake, Orange County en la Academia Nacional de Dibujo de Estados Unidos, que le supuso el ingreso en esta institución.
En las orillas del lago Greenwood, Cropsey conoció a Mary Cooley, con quien se casó en 1847, y allí estableció una casa-estudio. La familia de su esposa también vivía en esta casa, incluso durante la estancia del matrimonio Cropsey en Gran Bretaña.

## Análisis de las obras

### Versión del museo Thyssen-Bornemisza
- Pintura al óleo sobre lienzo; 97 x 174 cm.; año 1870; Museo Thyssen-Bornemisza, Madrid
- Inscripción en la parte inferior derecha: "J.F.Cropsey \1870"

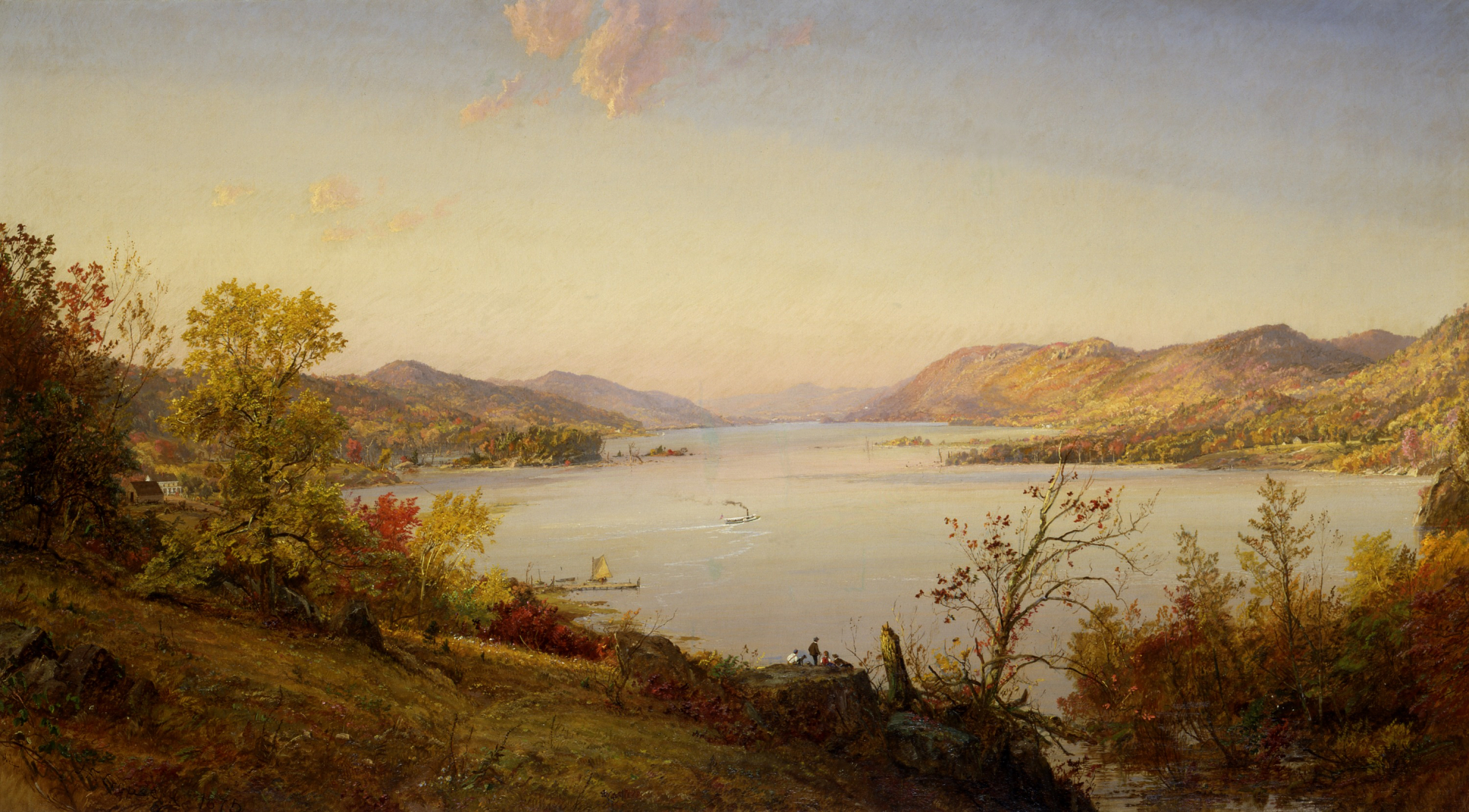
El lago Greenwood (Smithsonian American Art Museum)

La composición de este lienzo recuerda a otra obra de Cropsey: Otoño – en el río Hudson, por los árboles prominentes que actúan como el marco y por los colores llameantes del otoño o mejor, del Indian Summer del nordeste de los Estados Unidos. Cabe señalar que Cropsey usa deliberadamente elementos de una obra anterior: Summer, Lake Ontario, 1856, que tiene una composición similar, y que a su vez está inspirada en una obra temprana de Frederic Edwin Church: New England Scenery 1851. El lienzo de Frederic E. Church imitaba conscientemente a Claudio de Lorena, sin embargo la pintura de Cropsey se basa en J. M. W. Turner, por la calidez del color y por la mayor simplicidad de la composición. Church elimina los elementos narrativos, y el único detalle anecdótico son las dos pequeñas figuras en un saliente rocoso, contemplando el paisaje. Este par de personajes recuerdan a Thomas Cole y William Cullen Bryant, representados en el lienzo Kindred Spirits, de Asher Brown Durand, lo que hace que la naturaleza poética y contemplativa de esta composición sea todavía más evidente.

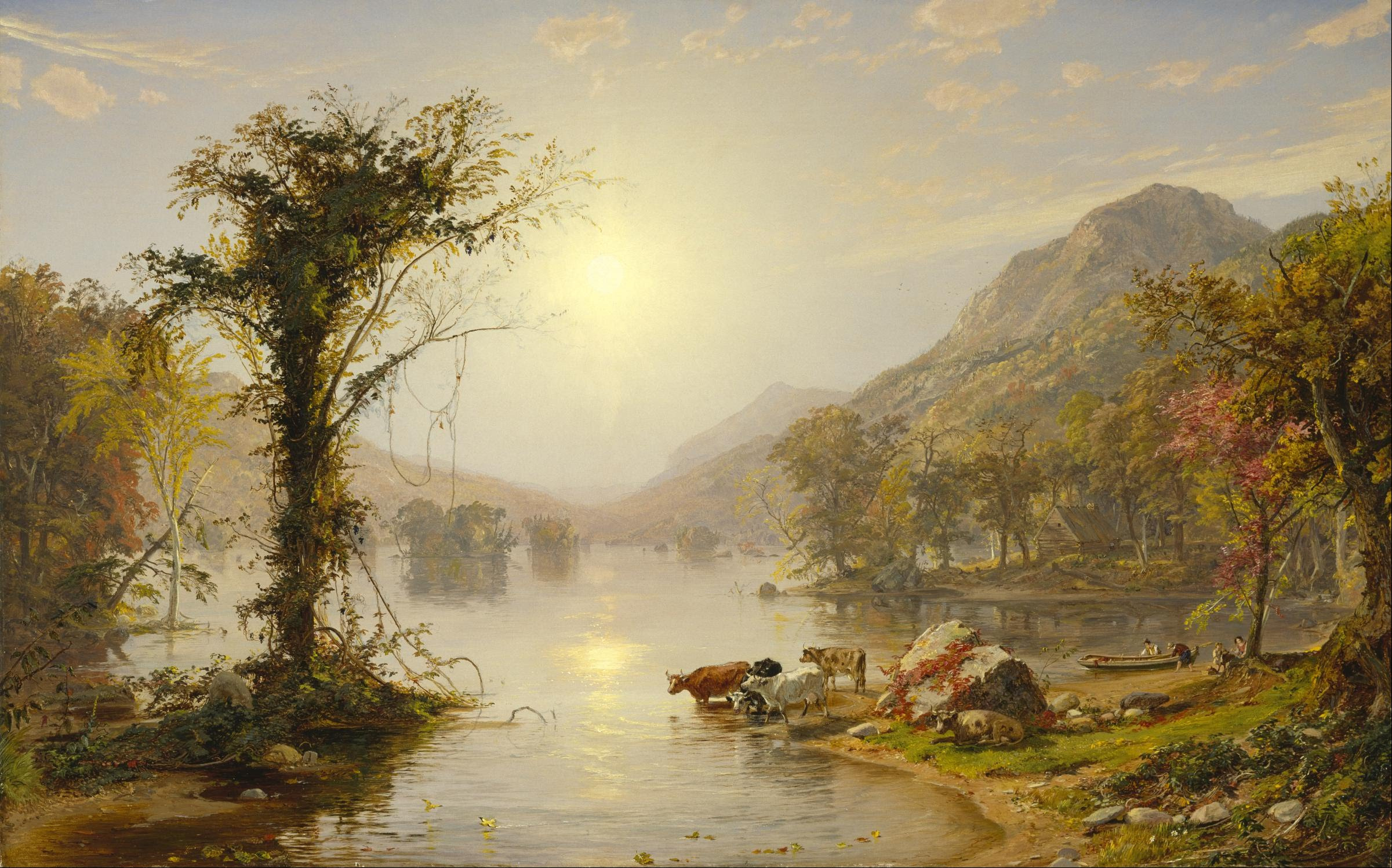
Autumn on Greenwood Lake (Museo de Bellas Artes de Houston)

El lago Greenwood, es una obra tardía, pintada después de una larga estancia de Cropsey en Londres, y representa el llamado Indian Summer, una momentánea explosión de color en la vegetación, que antecede a la venida del invierno. El formato panorámico de este lienzo, que comenzó a imponerse en la pintura americana hacia mediados del siglo           XIX, ya había sido utilizado por el artista en obras anteriores. Este formato da un mayor protagonismo a los juegos de luz del cielo y su reflejo sobre el horizonte. Cropsey se acerca al luminismo americano, lo cual se pone de manifiesto en el nuevo interés del artista por la representación de las cualidades atmosféricas de la dorada puesta de sol.
Jasper F. Cropsey fue un hombre muy religioso, miembro de la Iglesia reformada neerlandesa. En este lienzo parece celebrar la benevolencia de Dios, manifestada en la apoteosis de color del Indian Summer. Por otro lado, los colores del otoño a menudo están relacionados con las fases finales de la vida, cuando el deterioro físico puede coincidir con una iluminación espiritual. Pero el carácter metafórico de Cropsey era muy diferente al de Cole, y en cambio estaba más influenciado por las ideas de John Ruskin. En este sentido, el carácter contemplativo del lienzo se combina con una descripción meticulosa de los detalles más pequeños de la vegetación, que el pintor representa con gran fidelidad.

### Versión del Museo Smithsoniano de Arte Americano
- Pintura al óleo sobre lienzo, montada sobre masonita; 76,5 x 136,5 cm.; año 1875; Museo Smithsoniano de Arte Americano, Washington D. C..

Jasper F. Cropsey construyó una mansión-estudio junto al lago Greenwood, desde donde hizo varias obras que representaban lugares que tenían este lago como telón de fondo. Este trabajo es una de esas versiones.

#### Procedencia
- Donación de Ellen R. Wheeler, 1.967.125[7]

### Otoño en el lago Greenwood (Autumn on Greenwood Lake)
- Pintura al óleo sobre lienzo; 61,6 x 97,5 cm.; año 1861; Museo de Bellas Artes de Houston.
- Marcado con lápiz, al reverso del marco: "Cropsey "Cows"
- Firmado y datado, en la parte inferior central, en la roca: "Cropsey 1861"
- Etiqueta impresa en el reverso del marco, con una inscripción en rojo: "9255 / ANGEL"[8]